# Кни, Кристоф
Кристоф Кни (нем. Christoph Knie; род. 24 апреля 1984, Бад-Берлебург, Северный Рейн-Вестфалия) — немецкий биатлонист. Двукратный чемпион мира в эстафете среди юниоров (2004, 2005), трёхкратный чемпион Европы. Чемпион Германии в индивидуальной гонке (2008).

## Общая информация
- Клуб — VfL Bad Berleburg
- Дебют в кубке мира — 2005

## Кубок IBU
- сезон 2008—2009 — 1 место (457 очков)[1]
- сезон 2009—2010 — 3 место (559 очка)

## Кубок мира
- Сезон 2005—2006 — дебютировал в Кубке мира. В спринтерской гонке на этапе в Остерсунде занял 44 место, в преследовании финишировал 52-м.
- Сезон 2007—2008 — принял участие в трёх гонках этапа Кубка мира в Контиолахти: спринт — 39 место, преследование — 31 место, индивидуальная гонка — 62 место
- Сезон 2008—2009 — по итогам сезона в общем зачёте Кубка мира занял 96 место с 10 очками, которые заработал на этапе в Ханты-Мансийске (спринт — 32 место, преследование — 40-е).
- Сезон 2009—2010 — стартовал в индивидуальной гонке на этапе в Остерсунде, где занял 104 место.

## Завершил карьеру.
- В сезоне 2009/2010 году

### Статистика выступлений в Кубке мира
| Результат                  | Личные гонки | Личные гонки | Личные гонки | Личные гонки | Личные гонки | Эстафеты | Эстафеты | Эстафеты |
| Результат                  | Инд          | Спр          | Пр           | МС           | Всего        | Эст      | См       | Всего    |
| -------------------------- | ------------ | ------------ | ------------ | ------------ | ------------ | -------- | -------- | -------- |
| 1 место                    | -            | -            | -            | -            | -            | -        | -        | -        |
| 2 место                    | -            | -            | -            | -            | -            | -        | -        | -        |
| 3 место                    | -            | -            | -            | -            | -            | -        | -        | -        |
| Финиш в 10-ке              | -            | -            | -            | -            | -            | -        | -        | -        |
| Финиш в очках              | -            | 1            | 1            | -            | 2            | -        | -        | -        |
| Вне очков                  | 2            | 2            | 2            | -            | 6            | -        | -        | -        |
| Старты                     | 2            | 3            | 3            | -            | 8            | -        | -        | -        |
| по итогам сезона 2009/2010 |              |              |              |              |              |          |          |          |

## Экипировка
- Лыжи - Fischer
- Винтовка - Anschütz
- Лыжные палки - Leki
- Костюм - Adidas
- Перчатки - Roeckl
- Очки - Rudy Project